# Wisi Betschart
Wisi Betschart (* 27. Mai 1976 in South Lake Tahoe, Kalifornien) ist ein ehemaliger US-amerikanischer Skirennläufer.
Betschart war während seiner Karriere auf die schnellen Disziplinen Abfahrt und Super-G spezialisiert. Er kam bereits als 16-Jähriger ins amerikanische Ski-Team und blieb es zehn Jahre lang. Sein größter Erfolg als Jugendlicher war Platz vier bei den Jugendweltmeisterschaften 1995.
Im Erwachsenenbereich gelang ihm nie der Durchbruch bis in die Weltspitze. Er startete von 1995 bis 2002 bei insgesamt acht Weltcuprennen. Einmal, beim Super-G von Aspen (Colorado) 1998, erreichte er mit Platz 30 die Weltcuppunkte. Daneben war Betschart vorwiegend im Nor-Am Cup am Start. 2001 gewann er in Lake Louise einen Super-G, außerdem schaffte er zwei weitere Podestplätze.
Seit dem Ende seiner Skikarriere arbeitet er als Immobilienmakler am Lake Tahoe.